# Serie A de Ecuador 2023
El Campeonato Ecuatoriano de Fútbol 2023, llamado oficialmente «LigaPro Bet593 2023» por motivos de patrocinio, fue la sexagésima quinta (65.ª) edición de la Serie A del fútbol profesional ecuatoriano y la quinta (5.ª) bajo la denominación de LigaPro. El torneo fue organizado por la Liga Profesional de Fútbol del Ecuador y consistió en un sistema de tres etapas. La primera y segunda etapa se desarrollaron con un sistema de todos contra todos, mientras que la tercera etapa consistió en una final ida y vuelta con los ganadores de cada etapa. Se otorgaron cuatro cupos para la Copa Libertadores 2024: campeón, subcampeón, primer y segundo mejor puntaje de la tabla general. Cuatro cupos correspondieron para la Copa Sudamericana 2024, que fueron del segundo al quinto mejor puntaje de la tabla general.
En esta temporada se produjo el regreso del Club Deportivo El Nacional a la máxima categoría tras dos temporadas de ausencia. También desde esta temporada se contó con el árbitro asistente de video (VAR), en todos los partidos desde la segunda etapa. El club Libertad de la provincia de Loja fue el equipo debutante en la temporada, su debut aumentó a 61 la cifra total de equipos que alguna vez han jugado en primera división.
El campeón fue Liga Deportiva Universitaria que consiguió su décimo segundo título en su historia en la Serie A del fútbol ecuatoriano tras derrotar en la final a Independiente del Valle en los tiros desde el punto penal por 3-0, el global fue 1-1.

## Sistema de juego
El sistema de juego del Campeonato Nacional 2023 fue ratificado por parte de la LigaPro. Estuvo compuesto de 3 etapas, se jugó la misma modalidad con respecto a la temporada pasada.
El Campeonato Nacional de Fútbol Serie A 2023, según lo establecido, fue jugado por 16 equipos que se disputaron el título en tres etapas. En total se jugaron 30 fechas que iniciaron en febrero además de la final en caso de ser necesario.
La primera etapa o fase uno del campeonato consistió de 15 jornadas. La modalidad fue de todos contra todos; el equipo que terminó en el primer lugar clasificó a la final de campeonato y a la Copa Libertadores.
La segunda etapa o fase dos del campeonato consistió de 15 jornadas. La modalidad fue de todos contra todos; el equipo que terminó en el primer lugar clasificó a la final de campeonato y a la Copa Libertadores.
Los ganadores de las dos etapas jugaron una final ida y vuelta que sirvió para proclamar el «campeón nacional». Si un equipo ganaba las dos etapas se proclamaba campeón de manera directa.
Así mismo para la clasificación para los torneos internacionales se tomó en cuenta una tabla acumulada después de las 30 fechas y los cupos se repartieron de la siguiente manera: para la Copa Libertadores 2024 clasificaron el campeón como Ecuador 1, el subcampeón como Ecuador 2, el primer mejor ubicado de la tabla acumulada como Ecuador 3 y el último cupo a la Copa Libertadores (Ecuador 4) estaba planificado entregarle al campeón, subcampeón o mejor ubicado de la Copa Ecuador 2023, sin embargo al no realizarse el torneo en 2023, dicho cupo pasó al segundo mejor ubicado de la tabla acumulada. Para la Copa Sudamericana 2024 clasificaron: el tercer mejor ubicado de la tabla acumulada como Ecuador 1, el cuarto mejor ubicado de la tabla acumulada como Ecuador 2, el quinto mejor ubicado de la tabla acumulada como Ecuador 3 y el sexto mejor ubicado de la tabla acumulada como Ecuador 4. Además el campeón inicialmente disputaría la Supercopa de Ecuador 2024.
La pérdida de categoría fue para los equipos que ocuparon los dos últimos puestos en la tabla acumulada (30 jornadas) y jugaron en la Serie B en el 2024.

### Criterios de desempate
El orden de clasificación de los equipos al finalizar cada fase, se determinó en una tabla de cómputo general, de la siguiente manera:
- 1) Mayor cantidad de puntos.
- 2) Mayor diferencia de goles; en caso de igualdad;
- 3) Mayor cantidad de goles a favor; en caso de igualdad;
- 4) Mejor performance en los partidos que se enfrentaron entre sí en cada etapa; en caso de igualdad;
- 5) Sorteo público.

## Relevo anual de clubes
| Pos | Ascendidos de la Serie B |
| --- | ------------------------ |
| 1.º | El Nacional              |
| 3.º | Libertad                 |

| Pos  | Descendidos de la Serie A |
| ---- | ------------------------- |
| 15.º | Macará                    |
| 16.º | 9 de Octubre              |

## Equipos participantes
| Nombre del club                       | Ciudad    | Entrenador        | Estadio                                    | Capacidad | Marca           | Patrocinador                                      |
| ------------------------------------- | --------- | ----------------- | ------------------------------------------ | --------- | --------------- | ------------------------------------------------- |
| Sociedad Deportiva Aucas              | Quito     | Santiago Escobar  | Cooprogreso Gonzalo Pozo Ripalda           | 18 799    | Umbro           | BET593                                            |
| Barcelona Sporting Club               | Guayaquil | Diego López       | Monumental Banco Pichincha                 | 57 267    | Marathon Sports | Cerveza Pilsener                                  |
| Cumbayá Fútbol Club                   | Quito     | Leonardo Vanegas  | Olímpico Atahualpa                         | 38 258    | Lotto           | Marsbet                                           |
| Delfín Sporting Club                  | Manta     | Guillermo Duró    | Jocay                                      | 22 000    | Baldo's         | La Esquina de Ales                                |
| Club Deportivo Cuenca                 | Cuenca    | Carlos Ischia     | Alejandro Serrano Aguilar Banco del Austro | 18 549    | Lotto           | Ver lista Ecuabet Banco del Austro Chubb Seguros  |
| Club Deportivo El Nacional            | Quito     | Ever Hugo Almeida | Olímpico Atahualpa                         | 38 258    | Lotto           | Ver lista ANDEC Banco General Rumiñahui Gana Play |
| Club Sport Emelec                     | Guayaquil | Hernán Torres     | George Capwell Banco del Austro            | 39 000    | Adidas          | Novibet                                           |
| Gualaceo Sporting Club                | Gualaceo  | Fabián Frías      | Jorge Andrade Cantos                       | 14 000    | Boman           | Ver lista Banco del Austro Okibet                 |
| Guayaquil City Fútbol Club            | Guayaquil | Pool Gavilánez    | Christian Benítez Betancourt               | 10 152    | Astro           | Ver lista TC Televisión BET593                    |
| Club Independiente del Valle          | Sangolquí | Martín Anselmi    | Banco Guayaquil                            | 12 000    | Marathon Sports | Ver lista Ecuabet Banco Guayaquil Toyota          |
| Libertad Fútbol Club                  | Loja      | Geovanny Cumbicus | Reina del Cisne                            | 14 935    | Jasa Evolution  | Ver lista Banco de Loja Grand Aviation            |
| Liga Deportiva Universitaria de Quito | Quito     | Luis Zubeldía     | Rodrigo Paz Delgado                        | 41 575    | Puma            | Banco Pichincha                                   |
| Mushuc Runa Sporting Club             | Ambato    | Renato Salas      | Mushuc Runa COAC                           | 8200      | Boman           | Mushuc Runa COAC                                  |
| Orense Sporting Club                  | Machala   | Juan Carlos León  | Banco de Machala 9 de Mayo                 | 16 456    | Elohim          | Ver lista Banco de Machala IncarPalm              |
| Club Técnico Universitario            | Ambato    | Juan Pablo Buch   | Bellavista Universidad Indoamérica         | 16 467    | Kappa           | San Francisco COAC Ltda.                          |
| Club Deportivo Universidad Católica   | Quito     | Igor Oca          | Olímpico Atahualpa                         | 38 258    | Umbro           | Ver lista Banco Pichincha Fundación Crisfe        |

## Equipos por ubicación geográfica
| Provincia  | N.° | Equipos                                                                                          |
| ---------- | --- | ------------------------------------------------------------------------------------------------ |
| Pichincha  | 6   | - Aucas - Cumbayá - El Nacional - Liga de Quito - Universidad Católica - Independiente del Valle |
| Guayas     | 3   | - Barcelona - Emelec - Guayaquil City                                                            |
| Azuay      | 2   | - Deportivo Cuenca - Gualaceo                                                                    |
| Tungurahua | 2   | - Mushuc Runa - Técnico Universitario                                                            |
| El Oro     | 1   | - Orense                                                                                         |
| Loja       | 1   | - Libertad                                                                                       |
| Manabí     | 1   | - Delfín                                                                                         |

| Deportivo Cuenca Gualaceo Delfín Independiente del Valle Barcelona Emelec Guayaquil City Aucas Cumbayá El Nacional Liga de Quito Universidad Católica Mushuc Runa Técnico Universitario Orense Libertad |

## Cambio de entrenadores

### Primera etapa
| Equipo           | Pos. | Entrenador saliente | Último partido                          | Fecha | Entrenador sucesor | Fecha debut  | Ref.          |
| ---------------- | ---- | ------------------- | --------------------------------------- | ----- | ------------------ | ------------ | ------------- |
| Deportivo Cuenca | 10   | Gabriel del Valle   | Deportivo Cuenca 1 - 2 Gualaceo         | 8.º   | Carlos Ischia      | 11.º         | [ 26 ] [ 27 ] |
| Libertad         | 15   | Paúl Vélez          | Gualaceo 1 - 1 Libertad                 | 11.º  | Marcelo Robledo    | 12.º         | [ 28 ] [ 29 ] |
| Mushuc Runa      | 16   | Geovanny Cumbicus   | Técnico Universitario 1 - 0 Mushuc Runa | 12.º  | Renato Salas       | 1.º (Fase 2) | [ 30 ] [ 31 ] |
| Barcelona        | 4    | Fabián Bustos       | Barcelona 1 - 3 Emelec                  | 13.º  | Diego López        | 1.º (Fase 2) | [ 32 ] [ 33 ] |
| Emelec           | 12   | Miguel Rondelli     | Barcelona 1 - 3 Emelec                  | 13.º  | Hernán Torres      | 14.º         | [ 34 ] [ 35 ] |
| Aucas            | 8    | César Farías        | Delfín 2 - 0 Aucas                      | 14.º  | Santiago Escobar   | 1.º (Fase 2) | [ 36 ] [ 37 ] |

### Segunda etapa
| Equipo   | Pos. | Entrenador saliente | Último partido         | Fecha | Entrenador sucesor | Fecha debut | Ref.          |
| -------- | ---- | ------------------- | ---------------------- | ----- | ------------------ | ----------- | ------------- |
| Libertad | 15   | Marcelo Robledo     | Libertad 1 - 3 Delfín  | 3.º   | Geovanny Cumbicus  | 4.º         | [ 38 ] [ 39 ] |
| Gualaceo | 16   | Leonardo Vanegas    | Gualaceo 0 - 3 Cumbayá | 6.º   | Fabián Frías       | 8.º         | [ 40 ] [ 41 ] |
| Cumbayá  | 14   | Patricio Hurtado    | Cumbayá 0 - 1 Orense   | 12.º  | Leonardo Vanegas   | 13.º        | [ 42 ] [ 43 ] |

### Listado
| Listado de entrenadores | Listado de entrenadores         | Listado de entrenadores |
| Equipo                  | Entrenador                      | Fechas                  |
| ----------------------- | ------------------------------- | ----------------------- |
| Aucas                   | César Farías                    | 1–14                    |
| Aucas                   | Nelson Videla (interino)        | 15                      |
| Aucas                   | Santiago Escobar                | 16–30                   |
| Barcelona               | Fabián Bustos                   | 1–13                    |
| Barcelona               | Segundo Castillo (interino)     | 14–15                   |
| Barcelona               | Diego López                     | 16–30                   |
| Cumbayá                 | Patricio Hurtado                | 1–27                    |
| Cumbayá                 | Leonardo Vanegas                | 28–30                   |
| Delfín                  | Guillermo Duró                  | 1–30                    |
| Deportivo Cuenca        | Gabriel del Valle Juan Zubeldía | 1–8                     |
| Deportivo Cuenca        | Jerson Estacio (interino)       | 9–10                    |
| Deportivo Cuenca        | Carlos Ischia                   | 11–30                   |
| El Nacional             | Ever Hugo Almeida               | 1–30                    |
| Emelec                  | Miguel Rondelli                 | 1–13                    |
| Emelec                  | Hernán Torres                   | 14–30                   |
| Gualaceo                | Leonardo Vanegas                | 1–21                    |
| Gualaceo                | Diego Idrovo (interino)         | 22                      |
| Gualaceo                | Fabián Frías                    | 23–30                   |
| Guayaquil City          | Pool Gavilánez                  | 1–30                    |
| Independiente del Valle | Martín Anselmi                  | 1–30                    |
| Libertad                | Paúl Vélez                      | 1–11                    |
| Libertad                | Marcelo Robledo                 | 12–18                   |
| Libertad                | Geovanny Cumbicus               | 19–30                   |
| Liga de Quito           | Luis Zubeldía                   | 1–30                    |
| Mushuc Runa             | Geovanny Cumbicus               | 1–12                    |
| Mushuc Runa             | Renato Salas (interino)         | 13–15                   |
| Mushuc Runa             | Renato Salas                    | 16–30                   |
| Orense                  | Juan Carlos León                | 1–30                    |
| Técnico Universitario   | Juan Pablo Buch                 | 1–30                    |
| Universidad Católica    | Igor Oca                        | 1–30                    |

## Primera etapa

### Clasificación
| Pos. | Equipo                  | Pts. | PJ | G  | E | P | GF | GC | Dif. |  |
| ---- | ----------------------- | ---- | -- | -- | - | - | -- | -- | ---- |  |
| 1    | Independiente del Valle | 34   | 15 | 11 | 1 | 3 | 31 | 15 | +16  |  |
| 2    | El Nacional             | 30   | 15 | 10 | 0 | 5 | 32 | 25 | +7   |  |
| 3    | Liga de Quito           | 26   | 15 | 7  | 5 | 3 | 29 | 17 | +12  |  |
| 4    | Barcelona               | 26   | 15 | 8  | 2 | 5 | 30 | 20 | +10  |  |
| 5    | Aucas                   | 24   | 15 | 7  | 3 | 5 | 17 | 19 | −2   |  |
| 6    | Universidad Católica    | 24   | 15 | 7  | 3 | 5 | 22 | 25 | −3   |  |
| 7    | Delfín                  | 24   | 15 | 7  | 3 | 5 | 18 | 23 | −5   |  |
| 8    | Deportivo Cuenca        | 21   | 15 | 7  | 0 | 8 | 24 | 21 | +3   |  |
| 9    | Orense                  | 21   | 15 | 6  | 3 | 6 | 17 | 21 | −4   |  |
| 10   | Técnico Universitario   | 18   | 15 | 5  | 3 | 7 | 21 | 15 | +6   |  |
| 11   | Gualaceo                | 18   | 15 | 5  | 3 | 7 | 17 | 23 | −6   |  |
| 12   | Cumbayá                 | 17   | 15 | 4  | 5 | 6 | 10 | 13 | −3   |  |
| 13   | Emelec                  | 14   | 15 | 3  | 5 | 7 | 18 | 20 | −2   |  |
| 14   | Libertad                | 13   | 15 | 2  | 7 | 6 | 20 | 26 | −6   |  |
| 15   | Mushuc Runa             | 13   | 15 | 3  | 4 | 8 | 14 | 25 | −11  |  |
| 16   | Guayaquil City          | 12   | 15 | 3  | 3 | 9 | 17 | 29 | −12  |  |

 Fuente: LigaPro
|  | Clasificado a la final de campeonato y a la Copa Libertadores 2024. |

### Evolución de la clasificación
| Equipo / Fecha          | 1  | 2  | 3  | 4  | 5  | 6  | 7  | 8  | 9  | 10 | 11 | 12 | 13 | 14 | 15 |
| ----------------------- | -- | -- | -- | -- | -- | -- | -- | -- | -- | -- | -- | -- | -- | -- | -- |
| Independiente del Valle | 2  | 7  | 2  | 1  | 1  | 1  | 1  | 1  | 1  | 1  | 1  | 1  | 1  | 1  | 1  |
| El Nacional             | 3  | 1  | 3  | 9  | 11 | 8  | 5  | 8  | 5  | 5  | 6  | 4  | 3  | 2  | 2  |
| Liga de Quito           | 13 | 14 | 9  | 2  | 2  | 5  | 6  | 5  | 6  | 6  | 4  | 3  | 2  | 4  | 3  |
| Barcelona               | 11 | 4  | 12 | 7  | 4  | 2  | 2  | 3  | 2  | 2  | 2  | 2  | 4  | 3  | 4  |
| Aucas                   | 14 | 13 | 6  | 12 | 5  | 3  | 3  | 2  | 4  | 3  | 3  | 7  | 6  | 8  | 5  |
| Universidad Católica    | 16 | 8  | 15 | 15 | 12 | 11 | 14 | 15 | 10 | 11 | 9  | 9  | 9  | 7  | 6  |
| Delfín                  | 9  | 16 | 11 | 5  | 9  | 7  | 8  | 6  | 7  | 7  | 7  | 6  | 7  | 5  | 7  |
| Deportivo Cuenca        | 4  | 9  | 5  | 10 | 14 | 9  | 10 | 10 | 11 | 10 | 11 | 8  | 8  | 9  | 8  |
| Orense                  | 8  | 2  | 8  | 4  | 3  | 4  | 4  | 4  | 3  | 4  | 5  | 5  | 5  | 6  | 9  |
| Técnico Universitario   | 1  | 5  | 13 | 6  | 6  | 10 | 11 | 11 | 12 | 12 | 13 | 12 | 10 | 10 | 10 |
| Gualaceo                | 6  | 10 | 4  | 11 | 8  | 12 | 9  | 7  | 8  | 9  | 8  | 10 | 11 | 11 | 11 |
| Cumbayá                 | 7  | 3  | 10 | 3  | 7  | 6  | 7  | 9  | 9  | 8  | 10 | 11 | 13 | 13 | 12 |
| Emelec                  | 5  | 6  | 1  | 8  | 10 | 13 | 12 | 13 | 13 | 13 | 14 | 14 | 12 | 12 | 13 |
| Libertad                | 15 | 11 | 14 | 14 | 15 | 15 | 16 | 16 | 16 | 14 | 15 | 15 | 16 | 14 | 14 |
| Mushuc Runa             | 12 | 12 | 16 | 16 | 13 | 14 | 15 | 12 | 15 | 16 | 16 | 16 | 15 | 16 | 15 |
| Guayaquil City          | 10 | 15 | 7  | 13 | 16 | 16 | 13 | 14 | 14 | 15 | 12 | 13 | 14 | 15 | 16 |

|  |

### Resultados
- Los horarios corresponden al huso horario de Ecuador: (UTC-5).

| Deportivo Cuenca        | 2 - 0 | Liga de Quito        | Alejandro Serrano Aguilar | 24 de febrero | 19:00 | GolTV |
| Independiente del Valle | 3 - 1 | Mushuc Runa          | La Cocha                  | 25 de febrero | 14:00 | GolTV |
| Guayaquil City          | 1 - 1 | Cumbayá              | Christian Benítez         | 25 de febrero | 16:30 | GolTV |
| Gualaceo                | 2 - 1 | Barcelona            | Jorge Andrade Cantos      | 25 de febrero | 19:00 | GolTV |
| Técnico Universitario   | 4 - 1 | Universidad Católica | Bellavista                | 26 de febrero | 14:00 | GolTV |
| Aucas                   | 0 - 2 | El Nacional          | Gonzalo Pozo Ripalda      | 26 de febrero | 16:30 | GolTV |
| Emelec                  | 2 - 0 | Libertad             | George Capwell            | 26 de febrero | 19:00 | GolTV |
| Delfín                  | 1 - 1 | Orense               | Jocay                     | 27 de febrero | 19:00 | GolTV |

| Libertad             | 3 - 1 | Deportivo Cuenca        | Reina del Cisne     | 3 de marzo | 19:00 | GolTV |
| El Nacional          | 3 - 2 | Técnico Universitario   | Olímpico Atahualpa  | 4 de marzo | 14:00 | GolTV |
| Liga de Quito        | 1 - 1 | Aucas                   | Rodrigo Paz Delgado | 4 de marzo | 16:30 | GolTV |
| Barcelona            | 5 - 0 | Delfín                  | Monumental          | 4 de marzo | 19:00 | GolTV |
| Mushuc Runa          | 2 - 1 | Gualaceo                | Mushuc Runa COAC    | 5 de marzo | 14:00 | GolTV |
| Universidad Católica | 3 - 0 | Guayaquil City          | Olímpico Atahualpa  | 5 de marzo | 16:30 | GolTV |
| Orense               | 2 - 1 | Emelec                  | 9 de Mayo           | 5 de marzo | 19:00 | GolTV |
| Cumbayá              | 1 - 0 | Independiente del Valle | Olímpico Atahualpa  | 6 de marzo | 19:00 | GolTV |

| Gualaceo                | 2 - 1 | Orense                | Jorge Andrade Cantos      | 17 de marzo | 19:00 | GolTV |
| Delfín                  | 3 - 2 | Libertad              | Jocay                     | 18 de marzo | 14:00 | GolTV |
| Guayaquil City          | 4 - 1 | Mushuc Runa           | Monumental                | 18 de marzo | 16:30 | GolTV |
| Independiente del Valle | 1 - 0 | Barcelona             | Banco Guayaquil           | 18 de marzo | 19:00 | GolTV |
| Aucas                   | 4 - 1 | Universidad Católica  | Gonzalo Pozo Ripalda      | 19 de marzo | 14:00 | GolTV |
| El Nacional             | 0 - 2 | Liga de Quito         | Olímpico Atahualpa        | 19 de marzo | 16:30 | GolTV |
| Emelec                  | 1 - 0 | Técnico Universitario | George Capwell            | 19 de marzo | 19:00 | GolTV |
| Deportivo Cuenca        | 1 - 0 | Cumbayá               | Alejandro Serrano Aguilar | 20 de marzo | 19:00 | GolTV |

| Universidad Católica  | 2 - 3 | Independiente del Valle | Olímpico Atahualpa  | 31 de marzo | 17:30 | GolTV |
| Liga de Quito         | 6 - 1 | Gualaceo                | Rodrigo Paz Delgado | 31 de marzo | 20:00 | GolTV |
| Libertad              | 2 - 2 | Aucas                   | Reina del Cisne     | 1 de abril  | 14:00 | GolTV |
| Barcelona             | 1 - 0 | Mushuc Runa             | Monumental          | 1 de abril  | 16:30 | GolTV |
| Delfín                | 3 - 2 | Emelec                  | Reales Tamarindos   | 1 de abril  | 19:00 | GolTV |
| Técnico Universitario | 3 - 0 | Deportivo Cuenca        | Bellavista          | 2 de abril  | 14:00 | GolTV |
| Cumbayá               | 2 - 0 | El Nacional             | Olímpico Atahualpa  | 2 de abril  | 16:30 | GolTV |
| Orense                | 3 - 2 | Guayaquil City          | 9 de Mayo           | 2 de abril  | 19:00 | GolTV |

| Orense                  | 2 - 0 | Deportivo Cuenca      | 9 de Mayo            | 7 de abril  | 19:00 | GolTV |
| Gualaceo                | 1 - 1 | Técnico Universitario | Jorge Andrade Cantos | 8 de abril  | 13:00 | GolTV |
| El Nacional             | 1 - 2 | Universidad Católica  | General Rumiñahui    | 8 de abril  | 15:30 | GolTV |
| Independiente del Valle | 3 - 0 | Delfín                | Banco Guayaquil      | 8 de abril  | 18:00 | GolTV |
| Mushuc Runa             | 2 - 1 | Libertad              | Mushuc Runa COAC     | 9 de abril  | 13:00 | GolTV |
| Guayaquil City          | 1 - 2 | Liga de Quito         | Christian Benítez    | 9 de abril  | 15:30 | GolTV |
| Aucas                   | 2 - 1 | Emelec                | Gonzalo Pozo Ripalda | 9 de abril  | 18:00 | GolTV |
| Barcelona               | 4 - 1 | Cumbayá               | Monumental           | 10 de abril | 19:00 | GolTV |

| Libertad              | 0 - 0 | Independiente del Valle | Reina del Cisne           | 14 de abril | 19:00 | GolTV |
| Técnico Universitario | 0 - 1 | Aucas                   | Bellavista                | 15 de abril | 12:30 | GolTV |
| Deportivo Cuenca      | 4 - 1 | Guayaquil City          | Alejandro Serrano Aguilar | 15 de abril | 15:00 | GolTV |
| Liga de Quito         | 0 - 1 | Barcelona               | Rodrigo Paz Delgado       | 15 de abril | 18:00 | GolTV |
| Cumbayá               | 1 - 0 | Gualaceo                | General Rumiñahui         | 16 de abril | 13:00 | GolTV |
| Delfín                | 3 - 0 | Mushuc Runa             | Reales Tamarindos         | 16 de abril | 15:30 | GolTV |
| Emelec                | 1 - 2 | El Nacional             | George Capwell            | 17 de abril | 12:00 | GolTV |
| Universidad Católica  | 1 - 1 | Orense                  | La Cocha                  | 17 de abril | 19:00 | GolTV |

| Guayaquil City          | 2 - 1 | Delfín                | Christian Benítez    | 21 de abril | 19:00 | GolTV |
| Gualaceo                | 1 - 0 | Universidad Católica  | Jorge Andrade Cantos | 22 de abril | 13:00 | GolTV |
| Independiente del Valle | 1 - 0 | Técnico Universitario | Banco Guayaquil      | 22 de abril | 15:30 | GolTV |
| Orense                  | 2 - 1 | Liga de Quito         | 9 de Mayo            | 22 de abril | 18:00 | GolTV |
| El Nacional             | 4 - 2 | Libertad              | General Rumiñahui    | 23 de abril | 13:00 | GolTV |
| Barcelona               | 2 - 1 | Deportivo Cuenca      | Monumental           | 23 de abril | 15:30 | GolTV |
| Mushuc Runa             | 0 - 0 | Emelec                | Bellavista           | 23 de abril | 18:00 | GolTV |
| Aucas                   | 2 - 1 | Cumbayá               | Gonzalo Pozo Ripalda | 24 de abril | 19:00 | GolTV |

| Aucas                 | 1 - 0 | Guayaquil City          | Gonzalo Pozo Ripalda      | 28 de abril | 17:30 | GolTV |
| Emelec                | 2 - 3 | Independiente del Valle | George Capwell            | 28 de abril | 20:00 | GolTV |
| Deportivo Cuenca      | 1 - 2 | Gualaceo                | Alejandro Serrano Aguilar | 29 de abril | 13:00 | GolTV |
| Universidad Católica  | 0 - 4 | Liga de Quito           | Olímpico Atahualpa        | 29 de abril | 15:30 | GolTV |
| Técnico Universitario | 2 - 2 | Barcelona               | Bellavista                | 29 de abril | 18:00 | GolTV |
| Cumbayá               | 1 - 1 | Mushuc Runa             | Olímpico Atahualpa        | 30 de abril | 13:00 | GolTV |
| Libertad              | 0 - 0 | Orense                  | Reina del Cisne           | 30 de abril | 15:30 | GolTV |
| Delfín                | 2 - 0 | El Nacional             | Reales Tamarindos         | 30 de abril | 18:00 | GolTV |

| Orense               | 2 - 1 | Técnico Universitario   | 9 de Mayo            | 5 de mayo | 19:00 | GolTV |
| Universidad Católica | 1 - 0 | Deportivo Cuenca        | Olímpico Atahualpa   | 6 de mayo | 13:00 | GolTV |
| Guayaquil City       | 1 - 1 | Libertad                | Christian Benítez    | 6 de mayo | 15:30 | GolTV |
| Gualaceo             | 1 - 2 | Independiente del Valle | Jorge Andrade Cantos | 6 de mayo | 18:00 | GolTV |
| Mushuc Runa          | 0 - 1 | El Nacional             | Mushuc Runa COAC     | 7 de mayo | 13:00 | GolTV |
| Cumbayá              | 0 - 0 | Emelec                  | La Cocha             | 7 de mayo | 15:30 | GolTV |
| Barcelona            | 5 - 1 | Aucas                   | Monumental           | 7 de mayo | 18:00 | GolTV |
| Liga de Quito        | 1 - 1 | Delfín                  | Rodrigo Paz Delgado  | 8 de mayo | 19:00 | GolTV |

| Deportivo Cuenca        | 3 - 0 | Mushuc Runa          | Alejandro Serrano Aguilar | 12 de mayo | 19:00 | GolTV |
| El Nacional             | 3 - 1 | Orense               | Olímpico Atahualpa        | 13 de mayo | 13:00 | GolTV |
| Aucas                   | 1 - 0 | Gualaceo             | Gonzalo Pozo Ripalda      | 13 de mayo | 15:30 | GolTV |
| Libertad                | 2 - 2 | Barcelona            | Reina del Cisne           | 13 de mayo | 18:00 | GolTV |
| Delfín                  | 0 - 0 | Universidad Católica | Jocay                     | 14 de mayo | 13:00 | GolTV |
| Independiente del Valle | 4 - 0 | Guayaquil City       | Banco Guayaquil           | 14 de mayo | 15:30 | GolTV |
| Emelec                  | 1 - 1 | Liga de Quito        | George Capwell            | 14 de mayo | 18:00 | GolTV |
| Técnico Universitario   | 0 - 0 | Cumbayá              | Bellavista                | 15 de mayo | 19:00 | GolTV |

| Liga de Quito        | 2 - 1 | Técnico Universitario   | Rodrigo Paz Delgado       | 19 de mayo | 17:30 | GolTV |
| Barcelona            | 2 - 0 | Orense                  | Monumental                | 19 de mayo | 20:00 | GolTV |
| Mushuc Runa          | 0 - 0 | Aucas                   | Mushuc Runa COAC          | 20 de mayo | 13:00 | GolTV |
| Deportivo Cuenca     | 1 - 2 | Independiente del Valle | Alejandro Serrano Aguilar | 20 de mayo | 15:30 | GolTV |
| Universidad Católica | 3 - 2 | Emelec                  | Olímpico Atahualpa        | 20 de mayo | 18:00 | GolTV |
| Gualaceo             | 1 - 1 | Libertad                | Jorge Andrade Cantos      | 21 de mayo | 13:00 | GolTV |
| Cumbayá              | 0 - 1 | Delfín                  | Olímpico Atahualpa        | 21 de mayo | 15:30 | GolTV |
| Guayaquil City       | 3 - 1 | El Nacional             | Christian Benítez         | 21 de mayo | 18:00 | GolTV |

| Libertad                | 2 - 2                                                     | Universidad Católica | Reina del Cisne      | 26 de mayo | 19:00 | GolTV |
| Técnico Universitario   | 1 - 0                                                     | Mushuc Runa          | Bellavista           | 27 de mayo | 13:00 | GolTV |
| Orense                  | 1 - 0                                                     | Cumbayá              | 9 de Mayo            | 27 de mayo | 15:30 | GolTV |
| Delfín                  | 1 - 0                                                     | Gualaceo             | Jocay                | 27 de mayo | 18:00 | GolTV |
| Aucas                   | 0 - 2                                                     | Deportivo Cuenca     | Gonzalo Pozo Ripalda | 28 de mayo | 13:00 | GolTV |
| Independiente del Valle | 2 - 3 Archivado el 29 de mayo de 2023 en Wayback Machine. | Liga de Quito        | Banco Guayaquil      | 28 de mayo | 15:30 | GolTV |
| El Nacional             | 4 - 1                                                     | Barcelona            | Olímpico Atahualpa   | 28 de mayo | 18:00 | GolTV |
| Emelec                  | 0 - 0                                                     | Guayaquil City       | George Capwell       | 29 de mayo | 19:00 | GolTV |

| Independiente del Valle | 2 - 0 | Aucas                | Banco Guayaquil           | 2 de junio | 17:00 | GolTV |
| Liga de Quito           | 4 - 2 | Libertad             | Rodrigo Paz Delgado       | 2 de junio | 19:30 | GolTV |
| Mushuc Runa             | 3 - 1 | Orense               | Mushuc Runa COAC          | 3 de junio | 15:00 | GolTV |
| Barcelona               | 1 - 3 | Emelec               | Monumental                | 3 de junio | 18:00 | GolTV |
| Cumbayá                 | 0 - 1 | Universidad Católica | La Cocha                  | 4 de junio | 13:00 | GolTV |
| Técnico Universitario   | 3 - 0 | Guayaquil City       | Bellavista                | 4 de junio | 15:30 | GolTV |
| Gualaceo                | 3 - 4 | El Nacional          | Jorge Andrade Cantos      | 4 de junio | 18:00 | GolTV |
| Deportivo Cuenca        | 4 - 0 | Delfín               | Alejandro Serrano Aguilar | 5 de junio | 19:00 | GolTV |

| Universidad Católica | 3 - 2 | Mushuc Runa             | Olímpico Atahualpa  | 9 de junio  | 19:00 | GolTV |
| Libertad             | 1 - 0 | Técnico Universitario   | Reina del Cisne     | 10 de junio | 13:00 | GolTV |
| Liga de Quito        | 0 - 0 | Cumbayá                 | Rodrigo Paz Delgado | 10 de junio | 15:30 | GolTV |
| El Nacional          | 3 - 1 | Deportivo Cuenca        | La Cocha            | 10 de junio | 18:00 | GolTV |
| Delfín               | 2 - 0 | Aucas                   | Jocay               | 11 de junio | 13:00 | GolTV |
| Guayaquil City       | 1 - 2 | Barcelona               | Christian Benítez   | 11 de junio | 15:30 | GolTV |
| Orense               | 0 - 2 | Independiente del Valle | 9 de Mayo           | 11 de junio | 18:00 | GolTV |
| Emelec               | 0 - 0 | Gualaceo                | George Capwell      | 12 de junio | 19:00 | GolTV |

| Independiente del Valle | 3 - 4 | El Nacional          | Banco Guayaquil           | 16 de junio | 19:00 | GolTV |
| Cumbayá                 | 2 - 1 | Libertad             | Olímpico Atahualpa        | 17 de junio | 13:00 | GolTV |
| Gualaceo                | 2 - 1 | Guayaquil City       | Jorge Andrade Cantos      | 17 de junio | 15:30 | GolTV |
| Mushuc Runa             | 2 - 2 | Liga de Quito        | Bellavista                | 17 de junio | 18:00 | GolTV |
| Deportivo Cuenca        | 3 - 2 | Emelec               | Alejandro Serrano Aguilar | 18 de junio | 15:30 | GolTV |
| Barcelona               | 1 - 2 | Universidad Católica | Monumental                | 18 de junio | 18:00 | GolTV |
| Técnico Universitario   | 3 - 0 | Delfín               | Bellavista                | 19 de junio | 19:00 | GolTV |
| Aucas                   | 2 - 0 | Orense               | Gonzalo Pozo Ripalda      | 23 de junio | 19:00 | GolTV |

## Segunda etapa

### Clasificación
| Pos. | Equipo                  | Pts. | PJ | G  | E | P  | GF | GC | Dif. |  |
| ---- | ----------------------- | ---- | -- | -- | - | -- | -- | -- | ---- |  |
| 1    | Liga de Quito           | 36   | 15 | 11 | 3 | 1  | 21 | 4  | +17  |  |
| 2    | Barcelona               | 32   | 15 | 9  | 5 | 1  | 24 | 15 | +9   |  |
| 3    | Aucas                   | 25   | 15 | 6  | 7 | 2  | 22 | 15 | +7   |  |
| 4    | Delfín                  | 24   | 15 | 5  | 9 | 1  | 19 | 12 | +7   |  |
| 5    | El Nacional             | 23   | 15 | 5  | 8 | 2  | 25 | 19 | +6   |  |
| 6    | Emelec                  | 22   | 15 | 5  | 7 | 3  | 14 | 8  | +6   |  |
| 7    | Universidad Católica    | 22   | 15 | 5  | 7 | 3  | 15 | 12 | +3   |  |
| 8    | Independiente del Valle | 21   | 15 | 6  | 3 | 6  | 18 | 15 | +3   |  |
| 9    | Técnico Universitario   | 19   | 15 | 4  | 7 | 4  | 20 | 17 | +3   |  |
| 10   | Mushuc Runa             | 19   | 15 | 5  | 4 | 6  | 14 | 19 | −5   |  |
| 11   | Orense                  | 16   | 15 | 4  | 4 | 7  | 15 | 15 | 0    |  |
| 12   | Deportivo Cuenca        | 16   | 15 | 3  | 7 | 5  | 12 | 16 | −4   |  |
| 13   | Libertad                | 15   | 15 | 4  | 3 | 8  | 12 | 18 | −6   |  |
| 14   | Guayaquil City          | 10   | 15 | 2  | 4 | 9  | 5  | 18 | −13  |  |
| 15   | Cumbayá                 | 9    | 15 | 1  | 6 | 8  | 14 | 26 | −12  |  |
| 16   | Gualaceo                | 7    | 15 | 1  | 4 | 10 | 9  | 30 | −21  |  |

 Fuente: LigaPro
|  | Clasificado a la final de campeonato y a la Copa Libertadores 2024. |

### Evolución de la clasificación
| Equipo / Fecha          | 1  | 2  | 3  | 4  | 5  | 6  | 7  | 8  | 9  | 10 | 11 | 12 | 13 | 14 | 15 |
| ----------------------- | -- | -- | -- | -- | -- | -- | -- | -- | -- | -- | -- | -- | -- | -- | -- |
| Liga de Quito           | 2  | 2  | 4  | 2  | 1  | 2  | 1  | 4  | 3  | 2  | 4  | 2  | 1  | 1  | 1  |
| Barcelona               | 1  | 1  | 3  | 4  | 6  | 5  | 4  | 1  | 1  | 1  | 1  | 1  | 2  | 2  | 2  |
| Aucas                   | 4  | 8  | 9  | 13 | 11 | 14 | 14 | 13 | 10 | 9  | 7  | 6  | 4  | 4  | 3  |
| Delfín                  | 8  | 10 | 2  | 3  | 3  | 3  | 3  | 3  | 2  | 5  | 3  | 3  | 3  | 3  | 4  |
| El Nacional             | 7  | 6  | 8  | 9  | 8  | 10 | 7  | 8  | 8  | 8  | 6  | 8  | 5  | 7  | 5  |
| Emelec                  | 9  | 11 | 12 | 14 | 13 | 13 | 11 | 12 | 9  | 10 | 10 | 10 | 10 | 8  | 6  |
| Universidad Católica    | 13 | 13 | 11 | 5  | 7  | 6  | 6  | 7  | 7  | 7  | 9  | 9  | 7  | 5  | 7  |
| Independiente del Valle | 14 | 4  | 6  | 11 | 12 | 9  | 10 | 6  | 6  | 4  | 2  | 4  | 6  | 6  | 8  |
| Técnico Universitario   | 12 | 7  | 10 | 10 | 5  | 4  | 5  | 5  | 5  | 3  | 5  | 7  | 9  | 10 | 9  |
| Mushuc Runa             | 3  | 3  | 1  | 1  | 2  | 1  | 2  | 2  | 4  | 6  | 8  | 5  | 8  | 9  | 10 |
| Orense                  | 11 | 12 | 5  | 6  | 9  | 12 | 13 | 11 | 13 | 12 | 13 | 11 | 11 | 11 | 11 |
| Deportivo Cuenca        | 15 | 5  | 7  | 7  | 4  | 7  | 8  | 9  | 11 | 11 | 11 | 12 | 12 | 12 | 12 |
| Libertad                | 10 | 14 | 15 | 12 | 15 | 15 | 15 | 15 | 14 | 14 | 12 | 13 | 13 | 13 | 13 |
| Guayaquil City          | 5  | 9  | 14 | 8  | 10 | 11 | 12 | 14 | 15 | 15 | 15 | 15 | 14 | 14 | 14 |
| Cumbayá                 | 6  | 15 | 13 | 15 | 14 | 8  | 9  | 10 | 12 | 13 | 14 | 14 | 15 | 15 | 15 |
| Gualaceo                | 16 | 16 | 16 | 16 | 16 | 16 | 16 | 16 | 16 | 16 | 16 | 16 | 16 | 16 | 16 |

| 1. 2. |

### Resultados
- Los horarios corresponden al huso horario de Ecuador: (UTC-5).

| Libertad             | 0 - 0 | Emelec                  | Reina del Cisne     | 4 de agosto | 19:00 | GolTV |
| Universidad Católica | 0 - 0 | Técnico Universitario   | Olímpico Atahualpa  | 5 de agosto | 13:00 | GolTV |
| Orense               | 0 - 0 | Delfín                  | 9 de Mayo           | 5 de agosto | 15:30 | GolTV |
| El Nacional          | 2 - 2 | Aucas                   | Olímpico Atahualpa  | 5 de agosto | 18:00 | GolTV |
| Mushuc Runa          | 1 - 0 | Independiente del Valle | Mushuc Runa COAC    | 6 de agosto | 13:00 | GolTV |
| Cumbayá              | 2 - 2 | Guayaquil City          | Olímpico Atahualpa  | 6 de agosto | 15:30 | GolTV |
| Barcelona            | 2 - 0 | Gualaceo                | Monumental          | 6 de agosto | 18:00 | GolTV |
| Liga de Quito        | 2 - 0 | Deportivo Cuenca        | Rodrigo Paz Delgado | 7 de agosto | 19:00 | GolTV |

| Guayaquil City          | 0 - 0 | Universidad Católica | Christian Benítez         | 11 de agosto | 17:30 | GolTV |
| Gualaceo                | 0 - 0 | Mushuc Runa          | Jorge Andrade Cantos      | 11 de agosto | 20:00 | GolTV |
| Deportivo Cuenca        | 2 - 1 | Libertad             | Alejandro Serrano Aguilar | 12 de agosto | 13:00 | GolTV |
| Técnico Universitario   | 3 - 3 | El Nacional          | Bellavista                | 12 de agosto | 15:30 | GolTV |
| Delfín                  | 1 - 1 | Barcelona            | Reales Tamarindos         | 12 de agosto | 18:00 | GolTV |
| Independiente del Valle | 2 - 0 | Cumbayá              | Banco Guayaquil           | 13 de agosto | 13:00 | GolTV |
| Emelec                  | 0 - 0 | Orense               | George Capwell            | 13 de agosto | 15:30 | GolTV |
| Aucas                   | 0 - 0 | Liga de Quito        | Gonzalo Pozo Ripalda      | 13 de agosto | 18:00 | GolTV |

| Mushuc Runa           | 3 - 0 | Guayaquil City          | Bellavista          | 16 de agosto | 16:30 | GolTV |
| Orense                | 2 - 0 | Gualaceo                | 9 de Mayo           | 16 de agosto | 19:00 | GolTV |
| Libertad              | 1 - 3 | Delfín                  | Reina del Cisne     | 17 de agosto | 14:00 | GolTV |
| Universidad Católica  | 2 - 2 | Aucas                   | Olímpico Atahualpa  | 17 de agosto | 16:30 | GolTV |
| Técnico Universitario | 0 - 0 | Emelec                  | Bellavista          | 17 de agosto | 19:00 | GolTV |
| Cumbayá               | 1 - 1 | Deportivo Cuenca        | Olímpico Atahualpa  | 18 de agosto | 15:00 | GolTV |
| Liga de Quito         | 0 - 0 | El Nacional             | Rodrigo Paz Delgado | 18 de agosto | 17:30 | GolTV |
| Barcelona             | 1 - 1 | Independiente del Valle | Monumental          | 18 de agosto | 20:00 | GolTV |

| El Nacional             | 2 - 2 | Cumbayá               | Olímpico Atahualpa        | 25 de agosto | 19:00 | GolTV |
| Independiente del Valle | 0 - 1 | Universidad Católica  | Banco Guayaquil           | 26 de agosto | 13:00 | GolTV |
| Guayaquil City          | 1 - 0 | Orense                | Christian Benítez         | 26 de agosto | 15:30 | GolTV |
| Mushuc Runa             | 2 - 2 | Barcelona             | Bellavista                | 26 de agosto | 18:00 | GolTV |
| Aucas                   | 1 - 2 | Libertad              | Gonzalo Pozo Ripalda      | 27 de agosto | 13:00 | GolTV |
| Emelec                  | 0 - 1 | Delfín                | George Capwell            | 27 de agosto | 15:30 | GolTV |
| Gualaceo                | 1 - 3 | Liga de Quito         | Jorge Andrade Cantos      | 27 de agosto | 18:00 | GolTV |
| Deportivo Cuenca        | 1 - 1 | Técnico Universitario | Alejandro Serrano Aguilar | 28 de agosto | 19:00 | GolTV |

| Delfín                | 1 - 0 | Independiente del Valle | Jocay                     | 1 de septiembre | 19:00 | GolTV |
| Libertad              | 0 - 1 | Mushuc Runa             | Reina del Cisne           | 2 de septiembre | 13:00 | GolTV |
| Universidad Católica  | 1 - 1 | El Nacional             | Olímpico Atahualpa        | 2 de septiembre | 15:30 | GolTV |
| Emelec                | 0 - 0 | Aucas                   | George Capwell            | 2 de septiembre | 18:00 | GolTV |
| Deportivo Cuenca      | 1 - 0 | Orense                  | Alejandro Serrano Aguilar | 3 de septiembre | 13:00 | GolTV |
| Técnico Universitario | 4 - 0 | Gualaceo                | Bellavista                | 3 de septiembre | 15:30 | GolTV |
| Cumbayá               | 2 - 2 | Barcelona               | Olímpico Atahualpa        | 3 de septiembre | 18:00 | GolTV |
| Liga de Quito         | 2 - 0 | Guayaquil City          | Rodrigo Paz Delgado       | 4 de septiembre | 19:00 | GolTV |

| Orense                  | 1 - 2 | Universidad Católica  | 9 de Mayo            | 15 de septiembre | 19:00 | GolTV |
| Mushuc Runa             | 2 - 0 | Delfín                | Mushuc Runa COAC     | 16 de septiembre | 13:00 | GolTV |
| Guayaquil City          | 0 - 0 | Deportivo Cuenca      | Christian Benítez    | 16 de septiembre | 15:30 | GolTV |
| El Nacional             | 1 - 1 | Emelec                | Olímpico Atahualpa   | 16 de septiembre | 18:00 | GolTV |
| Aucas                   | 2 - 4 | Técnico Universitario | Gonzalo Pozo Ripalda | 17 de septiembre | 12:30 | GolTV |
| Independiente del Valle | 2 - 0 | Libertad              | Banco Guayaquil      | 17 de septiembre | 15:00 | GolTV |
| Barcelona               | 1 - 0 | Liga de Quito         | Monumental           | 17 de septiembre | 18:00 | GolTV |
| Gualaceo                | 0 - 3 | Cumbayá               | Jorge Andrade Cantos | 18 de septiembre | 19:00 | GolTV |

| Liga de Quito         | 1 - 0 | Orense                  | Rodrigo Paz Delgado       | 22 de septiembre | 19:00 | GolTV |
| Universidad Católica  | 0 - 0 | Gualaceo                | Olímpico Atahualpa        | 23 de septiembre | 13:00 | GolTV |
| Emelec                | 3 - 1 | Mushuc Runa             | George Capwell            | 23 de septiembre | 15:30 | GolTV |
| Técnico Universitario | 2 - 2 | Independiente del Valle | Bellavista                | 23 de septiembre | 18:00 | GolTV |
| Cumbayá               | 1 - 1 | Aucas                   | Olímpico Atahualpa        | 24 de septiembre | 14:00 | GolTV |
| Delfín                | 1 - 0 | Guayaquil City          | Jocay                     | 24 de septiembre | 16:30 | GolTV |
| Deportivo Cuenca      | 1 - 2 | Barcelona               | Alejandro Serrano Aguilar | 24 de septiembre | 19:00 | GolTV |
| Libertad              | 0 - 1 | El Nacional             | Reina del Cisne           | 25 de septiembre | 19:00 | GolTV |

| Gualaceo                | 1 - 1 | Deportivo Cuenca      | Jorge Andrade Cantos | 29 de septiembre | 19:00 | GolTV |
| Mushuc Runa             | 1 - 1 | Cumbayá               | Mushuc Runa COAC     | 30 de septiembre | 13:00 | GolTV |
| El Nacional             | 2 - 2 | Delfín                | Olímpico Atahualpa   | 30 de septiembre | 15:30 | GolTV |
| Independiente del Valle | 2 - 1 | Emelec                | Banco Guayaquil      | 30 de septiembre | 18:00 | GolTV |
| Guayaquil City          | 0 - 1 | Aucas                 | Christian Benítez    | 1 de octubre     | 13:00 | GolTV |
| Orense                  | 3 - 0 | Libertad              | 9 de Mayo            | 1 de octubre     | 15:30 | GolTV |
| Barcelona               | 1 - 0 | Técnico Universitario | Monumental           | 1 de octubre     | 18:00 | GolTV |
| Liga de Quito           | 1 - 0 | Universidad Católica  | Rodrigo Paz Delgado  | 1 de noviembre   | 19:00 | GolTV |

| Deportivo Cuenca        | 2 - 3 | Universidad Católica | Alejandro Serrano Aguilar | 6 de octubre | 19:00 | GolTV |
| Técnico Universitario   | 2 - 1 | Orense               | Bellavista                | 7 de octubre | 13:00 | GolTV |
| Emelec                  | 3 - 0 | Cumbayá              | George Capwell            | 7 de octubre | 15:30 | GolTV |
| Aucas                   | 3 - 2 | Barcelona            | Gonzalo Pozo Ripalda      | 7 de octubre | 18:00 | GolTV |
| El Nacional             | 2 - 0 | Mushuc Runa          | Olímpico Atahualpa        | 8 de octubre | 13:00 | GolTV |
| Independiente del Valle | 2 - 0 | Gualaceo             | Banco Guayaquil           | 8 de octubre | 15:30 | GolTV |
| Delfín                  | 0 - 0 | Liga de Quito        | Jocay                     | 8 de octubre | 18:00 | GolTV |
| Libertad                | 1 - 0 | Guayaquil City       | Reina del Cisne           | 9 de octubre | 19:00 | GolTV |

| Orense               | 1 - 1 | El Nacional             | 9 de Mayo            | 20 de octubre | 19:00 | GolTV |
| Cumbayá              | 0 - 1 | Técnico Universitario   | Olímpico Atahualpa   | 21 de octubre | 13:00 | GolTV |
| Mushuc Runa          | 1 - 1 | Deportivo Cuenca        | Mushuc Runa COAC     | 21 de octubre | 15:30 | GolTV |
| Barcelona            | 1 - 0 | Libertad                | Monumental           | 21 de octubre | 18:00 | GolTV |
| Gualaceo             | 1 - 2 | Aucas                   | Jorge Andrade Cantos | 22 de octubre | 12:30 | GolTV |
| Guayaquil City       | 0 - 2 | Independiente del Valle | Christian Benítez    | 22 de octubre | 15:00 | GolTV |
| Liga de Quito        | 1 - 0 | Emelec                  | Rodrigo Paz Delgado  | 22 de octubre | 18:00 | GolTV |
| Universidad Católica | 2 - 2 | Delfín                  | Olímpico Atahualpa   | 23 de octubre | 19:00 | GolTV |

| Libertad                | 3 - 0 | Gualaceo             | Reina del Cisne      | 27 de octubre  | 19:00 | GolTV |
| Independiente del Valle | 2 - 0 | Deportivo Cuenca     | Banco Guayaquil      | 28 de octubre  | 13:00 | GolTV |
| Emelec                  | 2 - 1 | Universidad Católica | George Capwell       | 28 de octubre  | 18:00 | GolTV |
| Delfín                  | 4 - 0 | Cumbayá              | Jocay                | 29 de octubre  | 13:00 | GolTV |
| Aucas                   | 4 - 0 | Mushuc Runa          | Gonzalo Pozo Ripalda | 29 de octubre  | 15:30 | GolTV |
| Orense                  | 2 - 3 | Barcelona            | 9 de Mayo            | 29 de octubre  | 18:00 | GolTV |
| El Nacional             | 2 - 0 | Guayaquil City       | Olímpico Atahualpa   | 30 de octubre  | 19:00 | GolTV |
| Técnico Universitario   | 0 - 2 | Liga de Quito        | Bellavista           | 8 de noviembre | 19:00 | GolTV |

| Deportivo Cuenca     | 0 - 0                                                                                                   | Aucas                   | Alejandro Serrano Aguilar | 3 de noviembre | 19:00 | GolTV |
| Gualaceo             | 2 - 2                                                                                                   | Delfín                  | Alejandro Serrano Aguilar | 4 de noviembre | 13:00 | GolTV |
| Guayaquil City       | 0 - 0                                                                                                   | Emelec                  | Christian Benítez         | 4 de noviembre | 15:30 | GolTV |
| Liga de Quito        | 2 - 0 (enlace roto disponible en Internet Archive; véase el historial, la primera versión y la última). | Independiente del Valle | Rodrigo Paz Delgado       | 4 de noviembre | 18:00 | GolTV |
| Mushuc Runa          | 1 - 0                                                                                                   | Técnico Universitario   | Mushuc Runa COAC          | 5 de noviembre | 12:30 | GolTV |
| Cumbayá              | 0 - 1                                                                                                   | Orense                  | Olímpico Atahualpa        | 5 de noviembre | 15:00 | GolTV |
| Barcelona            | 3 - 2                                                                                                   | El Nacional             | Monumental                | 5 de noviembre | 18:00 | GolTV |
| Universidad Católica | 0 - 0                                                                                                   | Libertad                | Olímpico Atahualpa        | 6 de noviembre | 19:00 | GolTV |

| Orense               | 1 - 0 | Mushuc Runa             | 9 de Mayo            | 10 de noviembre | 19:00 | GolTV |
| Universidad Católica | 1 - 0 | Cumbayá                 | Olímpico Atahualpa   | 11 de noviembre | 13:00 | GolTV |
| Guayaquil City       | 1 - 0 | Técnico Universitario   | Christian Benítez    | 11 de noviembre | 15:30 | GolTV |
| Aucas                | 2 - 0 | Independiente del Valle | Gonzalo Pozo Ripalda | 11 de noviembre | 18:00 | GolTV |
| El Nacional          | 4 - 2 | Gualaceo                | Olímpico Atahualpa   | 12 de noviembre | 12:30 | GolTV |
| Libertad             | 0 - 2 | Liga de Quito           | Reina del Cisne      | 12 de noviembre | 15:00 | GolTV |
| Emelec               | 0 - 0 | Barcelona               | George Capwell       | 12 de noviembre | 18:00 | GolTV |
| Delfín               | 0 - 0 | Deportivo Cuenca        | Jocay                | 13 de noviembre | 19:00 | GolTV |

| Mushuc Runa             | 0 - 2 | Universidad Católica | Bellavista                | 25 de noviembre | 18:00 | GolTV |
| Deportivo Cuenca        | 1 - 0 | El Nacional          | Alejandro Serrano Aguilar | 25 de noviembre | 18:00 | GolTV |
| Aucas                   | 0 - 0 | Delfín               | Gonzalo Pozo Ripalda      | 25 de noviembre | 18:00 | GolTV |
| Independiente del Valle | 2 - 2 | Orense               | Banco Guayaquil           | 25 de noviembre | 18:00 | GolTV |
| Gualaceo                | 0 - 2 | Emelec               | Jorge Andrade Cantos      | 26 de noviembre | 18:00 | GolTV |
| Barcelona               | 2 - 1 | Guayaquil City       | Monumental                | 26 de noviembre | 18:00 | GolTV |
| Cumbayá                 | 1 - 2 | Liga de Quito        | Olímpico Atahualpa        | 26 de noviembre | 18:00 | GolTV |
| Técnico Universitario   | 1 - 1 | Libertad             | Bellavista                | 26 de noviembre | 18:00 | GolTV |

| El Nacional          | 2 - 1 | Independiente del Valle | La Cocha            | 2 de diciembre | 12:30 | GolTV |
| Libertad             | 3 - 1 | Cumbayá                 | Reina del Cisne     | 2 de diciembre | 15:00 | GolTV |
| Guayaquil City       | 0 - 2 | Gualaceo                | Christian Benítez   | 2 de diciembre | 15:00 | GolTV |
| Liga de Quito        | 3 - 1 | Mushuc Runa             | Rodrigo Paz Delgado | 2 de diciembre | 18:00 | GolTV |
| Universidad Católica | 0 - 1 | Barcelona               | La Cocha            | 3 de diciembre | 18:00 | GolTV |
| Orense               | 1 - 2 | Aucas                   | 9 de Mayo           | 3 de diciembre | 18:00 | GolTV |
| Delfín               | 2 - 2 | Técnico Universitario   | Jocay               | 3 de diciembre | 18:00 | GolTV |
| Emelec               | 2 - 1 | Deportivo Cuenca        | George Capwell      | 3 de diciembre | 18:00 | GolTV |

## Tabla acumulada

### Clasificación
| Pos. | Equipo                  | Pts. | PJ | G  | E  | P  | GF | GC | Dif. |  |
| ---- | ----------------------- | ---- | -- | -- | -- | -- | -- | -- | ---- |  |
| 1    | Liga de Quito (C)       | 62   | 30 | 18 | 8  | 4  | 50 | 21 | +29  |  |
| 2    | Barcelona               | 58   | 30 | 17 | 7  | 6  | 54 | 35 | +19  |  |
| 3    | Independiente del Valle | 55   | 30 | 17 | 4  | 9  | 49 | 30 | +19  |  |
| 4    | El Nacional             | 53   | 30 | 15 | 8  | 7  | 57 | 44 | +13  |  |
| 5    | Aucas                   | 49   | 30 | 13 | 10 | 7  | 39 | 34 | +5   |  |
| 6    | Delfín                  | 48   | 30 | 12 | 12 | 6  | 37 | 35 | +2   |  |
| 7    | Universidad Católica    | 46   | 30 | 12 | 10 | 8  | 37 | 37 | 0    |  |
| 8    | Técnico Universitario   | 37   | 30 | 9  | 10 | 11 | 41 | 32 | +9   |  |
| 9    | Deportivo Cuenca        | 37   | 30 | 10 | 7  | 13 | 36 | 37 | −1   |  |
| 10   | Orense                  | 37   | 30 | 10 | 7  | 13 | 32 | 36 | −4   |  |
| 11   | Emelec                  | 36   | 30 | 8  | 12 | 10 | 32 | 28 | +4   |  |
| 12   | Mushuc Runa             | 32   | 30 | 8  | 8  | 14 | 28 | 44 | −16  |  |
| 13   | Libertad                | 28   | 30 | 6  | 10 | 14 | 32 | 44 | −12  |  |
| 14   | Cumbayá                 | 26   | 30 | 5  | 11 | 14 | 24 | 39 | −15  |  |
| 15   | Gualaceo (D)            | 25   | 30 | 6  | 7  | 17 | 26 | 53 | −27  |  |
| 16   | Guayaquil City (D)      | 22   | 30 | 5  | 7  | 18 | 22 | 47 | −25  |  |

 Fuente: LigaPro
Criterios de clasificación: 1) Puntos; 2) Diferencia de gol; 3) Goles anotados; 4) Goles de visitante; 5) Resultados en partidos directos; 6) Sorteo.
Notas:
1. ↑  Campeón de la Copa Sudamericana 2023.

|  | Clasificados a la fase de grupos de Copa Libertadores 2024.             |
|  | Clasificado a la segunda fase clasificatoria de Copa Libertadores 2024. |
|  | Clasificado a la primera fase clasificatoria de Copa Libertadores 2024. |
|  | Clasificados a la primera fase de Copa Sudamericana 2024.               |
|  | Descendidos a la Serie B 2024.                                          |

### Evolución de la clasificación
| Equipo                  | 01 | 02 | 03 | 04 | 05 | 06 | 07 | 08 | 09 | 10 | 11 | 12 | 13 | 14 | 15 | 16 | 17 | 18 | 19 | 20 | 21 | 22 | 23 | 24 | 25 | 26 | 27 | 28 | 29 | 30 |
| ----------------------- | -- | -- | -- | -- | -- | -- | -- | -- | -- | -- | -- | -- | -- | -- | -- | -- | -- | -- | -- | -- | -- | -- | -- | -- | -- | -- | -- | -- | -- | -- |
| Liga de Quito           | 13 | 14 | 9  | 2  | 2  | 5  | 6  | 5  | 6  | 6  | 4  | 3  | 2  | 4  | 3  | 3  | 3  | 3  | 2  | 2  | 2  | 2  | 3  | 4  | 3  | 4  | 3  | 1  | 1  | 1  |
| Barcelona               | 11 | 4  | 12 | 7  | 4  | 2  | 2  | 3  | 2  | 2  | 2  | 2  | 4  | 3  | 4  | 4  | 4  | 4  | 4  | 5  | 3  | 3  | 2  | 3  | 2  | 2  | 2  | 3  | 3  | 2  |
| Independiente del Valle | 2  | 7  | 2  | 1  | 1  | 1  | 1  | 1  | 1  | 1  | 1  | 1  | 1  | 1  | 1  | 1  | 1  | 1  | 1  | 1  | 1  | 1  | 1  | 1  | 1  | 1  | 1  | 2  | 2  | 3  |
| El Nacional             | 3  | 1  | 3  | 9  | 11 | 8  | 5  | 8  | 5  | 5  | 6  | 4  | 3  | 2  | 2  | 2  | 2  | 2  | 3  | 3  | 4  | 4  | 4  | 2  | 4  | 3  | 4  | 4  | 4  | 4  |
| Aucas                   | 14 | 13 | 6  | 12 | 5  | 3  | 3  | 2  | 4  | 3  | 3  | 7  | 6  | 8  | 5  | 5  | 5  | 6  | 7  | 8  | 9  | 9  | 7  | 7  | 7  | 6  | 6  | 6  | 6  | 5  |
| Delfín                  | 9  | 16 | 11 | 5  | 9  | 7  | 8  | 6  | 7  | 7  | 7  | 6  | 7  | 5  | 7  | 7  | 7  | 5  | 5  | 4  | 5  | 5  | 5  | 5  | 5  | 5  | 5  | 5  | 5  | 6  |
| Universidad Católica    | 16 | 8  | 15 | 15 | 12 | 11 | 14 | 15 | 10 | 11 | 9  | 9  | 9  | 7  | 6  | 6  | 6  | 7  | 6  | 6  | 6  | 6  | 6  | 6  | 6  | 7  | 7  | 7  | 7  | 7  |
| Técnico Universitario   | 1  | 5  | 13 | 6  | 6  | 10 | 11 | 11 | 12 | 12 | 13 | 12 | 10 | 10 | 10 | 10 | 10 | 10 | 10 | 10 | 8  | 8  | 9  | 8  | 8  | 8  | 8  | 9  | 10 | 8  |
| Deportivo Cuenca        | 4  | 9  | 5  | 10 | 14 | 9  | 10 | 10 | 11 | 10 | 11 | 8  | 8  | 9  | 8  | 9  | 8  | 9  | 8  | 7  | 7  | 7  | 8  | 9  | 9  | 9  | 9  | 10 | 8  | 9  |
| Orense                  | 8  | 2  | 8  | 4  | 3  | 4  | 4  | 4  | 3  | 4  | 5  | 5  | 5  | 6  | 9  | 8  | 9  | 8  | 9  | 9  | 11 | 11 | 10 | 10 | 10 | 10 | 10 | 8  | 9  | 10 |
| Emelec                  | 5  | 6  | 1  | 8  | 10 | 13 | 12 | 13 | 13 | 13 | 14 | 14 | 12 | 12 | 13 | 14 | 14 | 14 | 14 | 14 | 13 | 13 | 13 | 13 | 13 | 12 | 12 | 12 | 11 | 11 |
| Mushuc Runa             | 12 | 12 | 16 | 16 | 13 | 14 | 15 | 12 | 15 | 16 | 16 | 16 | 15 | 16 | 15 | 13 | 13 | 11 | 11 | 11 | 10 | 10 | 11 | 11 | 11 | 11 | 11 | 11 | 12 | 12 |
| Libertad                | 15 | 11 | 14 | 14 | 15 | 15 | 16 | 16 | 16 | 14 | 15 | 15 | 16 | 14 | 14 | 15 | 15 | 15 | 15 | 15 | 16 | 16 | 16 | 15 | 15 | 14 | 14 | 14 | 14 | 13 |
| Cumbayá                 | 7  | 3  | 10 | 3  | 7  | 6  | 7  | 9  | 9  | 8  | 10 | 11 | 13 | 13 | 12 | 11 | 12 | 12 | 12 | 12 | 12 | 12 | 12 | 12 | 12 | 13 | 13 | 13 | 13 | 14 |
| Gualaceo                | 6  | 10 | 4  | 11 | 8  | 12 | 9  | 7  | 8  | 9  | 8  | 10 | 11 | 11 | 11 | 12 | 11 | 13 | 13 | 13 | 14 | 14 | 14 | 14 | 14 | 15 | 15 | 16 | 16 | 15 |
| Guayaquil City          | 10 | 15 | 7  | 13 | 16 | 16 | 13 | 14 | 14 | 15 | 12 | 13 | 14 | 15 | 16 | 16 | 16 | 16 | 16 | 16 | 15 | 15 | 15 | 16 | 16 | 16 | 16 | 15 | 15 | 16 |

| 1. 2. |

### Tabla de resultados cruzados
| Local \ Visitante       | AUC | BSC | CUM | DEL | CUE | EME | IDV | GUA | GCY | LIB | LDU | NAC | MSR | ORE | TEC | UCT |
| ----------------------- | --- | --- | --- | --- | --- | --- | --- | --- | --- | --- | --- | --- | --- | --- | --- | --- |
| Aucas                   | —   | 3–2 | 2–1 | 0–0 | 0–2 | 2–1 | 2–0 | 1–0 | 1–0 | 1–2 | 0–0 | 0–2 | 4–0 | 2–0 | 2–4 | 4–1 |
| Barcelona               | 5–1 | —   | 4–1 | 5–0 | 2–1 | 1–3 | 1–1 | 2–0 | 2–1 | 1–0 | 1–0 | 3–2 | 1–0 | 2–0 | 1–0 | 1–2 |
| Cumbayá                 | 1–1 | 2–2 | —   | 0–1 | 1–1 | 0–0 | 1–0 | 1–0 | 2–2 | 2–1 | 1–2 | 2–0 | 1–1 | 0–1 | 0–1 | 0–1 |
| Delfín                  | 2–0 | 1–1 | 4–0 | —   | 0–0 | 3–2 | 1–0 | 1–0 | 1–0 | 3–2 | 0–0 | 2–0 | 3–0 | 1–1 | 2–2 | 0–0 |
| Deportivo Cuenca        | 0–0 | 1–2 | 1–0 | 4–0 | —   | 3–2 | 1–2 | 1–2 | 4–1 | 2–1 | 2–0 | 1–0 | 3–0 | 1–0 | 1–1 | 2–3 |
| Emelec                  | 0–0 | 0–0 | 3–0 | 0–1 | 2–1 | —   | 2–3 | 0–0 | 0–0 | 2–0 | 1–1 | 1–2 | 3–1 | 0–0 | 1–0 | 2–1 |
| Independiente del Valle | 2–0 | 1–0 | 2–0 | 3–0 | 2–0 | 2–1 | —   | 2–0 | 4–0 | 2–0 | 2–3 | 3–4 | 3–1 | 2–2 | 1–0 | 0–1 |
| Gualaceo                | 1–2 | 2–1 | 0–3 | 2–2 | 1–1 | 0–2 | 1–2 | —   | 2–1 | 1–1 | 1–3 | 3–4 | 0–0 | 2–1 | 1–1 | 1–0 |
| Guayaquil City          | 0–1 | 1–2 | 1–1 | 2–1 | 0–0 | 0–0 | 0–2 | 0–2 | —   | 1–1 | 1–2 | 3–1 | 4–1 | 1–0 | 1–0 | 0–0 |
| Libertad                | 2–2 | 2–2 | 3–1 | 1–3 | 3–1 | 0–0 | 0–0 | 3–0 | 1–0 | —   | 0–2 | 0–1 | 0–1 | 0–0 | 1–0 | 2–2 |
| Liga de Quito           | 1–1 | 0–1 | 0–0 | 1–1 | 2–0 | 1–0 | 2–0 | 6–1 | 2–0 | 4–2 | —   | 0–0 | 3–1 | 1–0 | 2–1 | 1–0 |
| El Nacional             | 2–2 | 4–1 | 2–2 | 2–2 | 3–1 | 1–1 | 2–1 | 4–2 | 2–0 | 4–2 | 0–2 | —   | 2–0 | 3–1 | 3–2 | 1–2 |
| Mushuc Runa             | 0–0 | 2–2 | 1–1 | 2–0 | 1–1 | 0–0 | 1–0 | 2–1 | 3–0 | 2–1 | 2–2 | 0–1 | —   | 3–1 | 1–0 | 0–2 |
| Orense                  | 1–2 | 2–3 | 1–0 | 0–0 | 2–0 | 2–1 | 0–2 | 2–0 | 3–2 | 3–0 | 2–1 | 1–1 | 1–0 | —   | 2–1 | 1–2 |
| Técnico Universitario   | 0–1 | 2–2 | 0–0 | 3–0 | 3–0 | 0–0 | 2–2 | 4–0 | 3–0 | 1–1 | 0–2 | 3–3 | 1–0 | 2–1 | —   | 4–1 |
| Universidad Católica    | 2–2 | 0–1 | 1–0 | 2–2 | 1–0 | 3–2 | 2–3 | 0–0 | 3–0 | 0–0 | 0–4 | 1–1 | 3–2 | 1–1 | 0–0 | —   |

## Tercera etapa

### Final
| Equipo                  | Método de clasificación     |
| ----------------------- | --------------------------- |
| Independiente del Valle | Ganador de la Primera etapa |
| Liga de Quito           | Ganador de la Segunda etapa |

- Los horarios corresponden a la hora de Ecuador (UTC-5).

#### Ida
| 10 de diciembre, 16:30 | Independiente del Valle | 0:0                               | Liga de Quito | Estadio Banco Guayaquil, Quito                                                |                                                                               |
|                        |                         | LigaPro Reporte Soccerway Reporte |               | Asistencia: 8167 espectadores Árbitro(s): Guillermo Guerrero VAR: Carlos Orbe | Asistencia: 8167 espectadores Árbitro(s): Guillermo Guerrero VAR: Carlos Orbe |

#### Vuelta
| 17 de diciembre, 16:30 | Liga de Quito                  | 1:1 (1:1) (3:0 p.)(Global 1:1)    | Independiente del Valle       | Estadio Rodrigo Paz Delgado, Quito                                           |                                                                              |
|                        | Ibarra 19'                     | LigaPro Reporte Soccerway Reporte | Páez 16'                      | Asistencia: 23 649 espectadores Árbitro(s): Augusto Aragón VAR: Bryan Loayza | Asistencia: 23 649 espectadores Árbitro(s): Augusto Aragón VAR: Bryan Loayza |
|                        |                                | Tiros desde el punto penal        |                               |                                                                              |                                                                              |
|                        | Alzugaray · Hurtado · Quiñónez |                                   | Faravelli · Alcívar · Martins |                                                                              |                                                                              |

- Liga Deportiva Universitaria empató 1-1 en el marcador global y ganó 3-0 en los tiros desde el punto penal.

|                                                  |
|                                                  |
| Campeón Liga Deportiva Universitaria 12.º título |

## Clasificación a torneos Conmebol

### Copa Libertadores 2024
| Equipo                  | Clasificado como | Método de clasificación                 |
| ----------------------- | ---------------- | --------------------------------------- |
| Liga de Quito           | Ecuador 1        | Campeón de la Copa Sudamericana 2023    |
| Independiente del Valle | Ecuador 2        | Subcampeón de la LigaPro Bet593 2023    |
| Barcelona               | Ecuador 3        | 1.º mejor ubicado de la Tabla acumulada |
| El Nacional             | Ecuador 4        | 2.º mejor ubicado de la Tabla acumulada |
| Aucas                   | Ecuador 5        | 3.º mejor ubicado de la Tabla acumulada |
|                         |                  |                                         |

### Copa Sudamericana 2024
| Equipo                | Clasificado como | Método de clasificación                 |
| --------------------- | ---------------- | --------------------------------------- |
| Delfín                | Ecuador 1        | 4.º mejor ubicado de la Tabla acumulada |
| Universidad Católica  | Ecuador 2        | 5.º mejor ubicado de la Tabla acumulada |
| Técnico Universitario | Ecuador 3        | 6.º mejor ubicado de la Tabla acumulada |
| Deportivo Cuenca      | Ecuador 4        | 7.º mejor ubicado de la Tabla acumulada |
|                       |                  |                                         |

## Goleadores
- Actualizado el 17 de diciembre de 2023.

| Pos. | Jugador                | Equipo                  | Goles | Partidos | Promedio | Penalti |
| ---- | ---------------------- | ----------------------- | ----- | -------- | -------- | ------- |
| 1    | Miguel Parrales        | Guayaquil City          | 16    | 26       | 0.62     | 8       |
| 2    | Jean Carlos Blanco     | Técnico Universitario   | 13    | 20       | 0.65     | 3       |
| 3    | Michael Hoyos          | Independiente del Valle | 12    | 24       | 0.5      | 2       |
| 4    | Francisco Fydriszewski | Barcelona               | 12    | 27       | 0.44     | 2       |
| 5    | Jhon Jairo Cifuente    | Aucas                   | 11    | 28       | 0.39     | 2       |
| 6    | Damián Díaz            | Barcelona               | 10    | 24       | 0.42     | 4       |
| 7    | Raúl Becerra           | Deportivo Cuenca        | 10    | 28       | 0.36     | 1       |
| 8    | Alexander Alvarado     | Liga de Quito           | 10    | 31       | 0.32     | 5       |
| 9    | Ronie Carrillo         | El Nacional             | 9     | 15       | 0.6      | 0       |
| 10   | Jeison Medina          | Aucas                   | 8     | 15       | 0.53     | 0       |

### Tripletes, pokers o más
- Actualizado el 23 de abril de 2023.

| Fecha     | Jugador         | Goles             | Local          | Resultado | Visitante   |
| --------- | --------------- | ----------------- | -------------- | --------- | ----------- |
| 18/3/2023 | Miguel Parrales | 19' · 45+4' · 82' | Guayaquil City | 4 - 1     | Mushuc Runa |
| 10/4/2023 | Damián Díaz     | 48' · 79' · 82'   | Barcelona      | 4 - 1     | Cumbayá     |
| 23/4/2023 | Ronie Carrillo  | 35' · 43' · 89'   | El Nacional    | 4 - 2     | Libertad    |

### Autogoles
- Actualizado el 3 de diciembre de 2023.

| Fecha      | Jugador              | Goles | Local                   | Resultado | Visitante             |
| ---------- | -------------------- | ----- | ----------------------- | --------- | --------------------- |
| 26/2/2023  | Adrián Bone          | 61'   | Técnico Universitario   | 4 - 1     | Universidad Católica  |
| 3/3/2023   | Cristian Enciso      | 30'   | Libertad                | 3 - 1     | Deportivo Cuenca      |
| 18/3/2023  | Darwin Torres        | 30'   | Guayaquil City          | 4 - 1     | Mushuc Runa           |
| 15/4/2023  | José Angulo          | 45+2' | Liga de Quito           | 0 - 1     | Barcelona             |
| 22/4/2023  | Walter Chávez        | 10'   | Independiente del Valle | 1 - 0     | Técnico Universitario |
| 30/4/2023  | Eddie Guevara        | 66'   | Cumbayá                 | 1 - 1     | Mushuc Runa           |
| 28/5/2023  | Alexander Domínguez  | 34'   | Independiente del Valle | 2 - 3     | Liga de Quito         |
| 29/10/2023 | Jimmy Mina           | 90+5' | Delfín                  | 4 - 0     | Cumbayá               |
| 12/11/2023 | Henry Mercado        | 69'   | El Nacional             | 4 - 2     | Gualaceo              |
| 26/11/2023 | Segundo Portocarrero | 90+3' | Barcelona               | 2 - 1     | Guayaquil City        |
| 3/12/2023  | Carlos Cuero         | 30'   | Orense                  | 1 - 2     | Aucas                 |
| 3/12/2023  | Darwin Cuero         | 80'   | Universidad Católica    | 0 - 1     | Barcelona             |

## Máximos asistentes
- Actualizado el 17 de diciembre de 2023.

| Pos. | Jugador            | Equipo                  | Asistencias | Partidos |
| ---- | ------------------ | ----------------------- | ----------- | -------- |
| 1    | Lucas Mancinelli   | Deportivo Cuenca        | 8           | 26       |
| 2    | Hancel Batalla     | Cumbayá                 | 7           | 22       |
| 3    | Luis Cano          | Aucas                   | 7           | 24       |
| 4    | Lorenzo Faravelli  | Independiente del Valle | 6           | 24       |
| 5    | Damián Díaz        | Barcelona               | 6           | 24       |
| 6    | Joaquín Vergés     | Gualaceo                | 6           | 30       |
| 7    | Maicon Solís       | El Nacional             | 5           | 28       |
| 8    | Alexander Alvarado | Liga de Quito           | 5           | 31       |
| 9    | Braian Oyola       | Delfín                  | 5           | 30       |
| 10   | Alexis Rodríguez   | Delfín                  | 5           | 30       |

## Estadísticas

### Galardones
La Liga Profesional de Fútbol entregó unos premios mensuales y al finalizar cada fase a los mejores jugadores, a través de uno de sus patrocinadores, Marathon Sports.
| Mes    | Jugador del mes     | Equipo                       | Ref.   |
| ------ | ------------------- | ---------------------------- | ------ |
| Mar.   | Miguel Parrales     | Guayaquil City Fútbol Club   | [ 50 ] |
| Abr.   | Damián Díaz         | Barcelona Sporting Club      | [ 51 ] |
| May.   | Michael Hoyos       | Independiente del Valle      | [ 52 ] |
| Jun.   | Raúl Becerra        | Club Deportivo Cuenca        | [ 53 ] |
| Fase 1 | Miguel Parrales     | Guayaquil City Fútbol Club   | [ 54 ] |
| Ago.   | Facundo Castelli    | Delfín Sporting Club         | [ 55 ] |
| Sep.   | Leonai Souza        | Barcelona Sporting Club      | [ 56 ] |
| Oct.   | Jeison Medina       | Sociedad Deportiva Aucas     | [ 57 ] |
| Nov.   | Paolo Guerrero      | Liga Deportiva Universitaria | [ 58 ] |
| Fase 2 | Alexander Domínguez | Liga Deportiva Universitaria | [ 59 ] |

### Equipo Ideal
Al final de la temporada se anunció al conjunto de jugadores más destacados.
| Pos.           | Jugador             | Equipo                       |
| -------------- | ------------------- | ---------------------------- |
| Guardameta     | Alexander Domínguez | Liga Deportiva Universitaria |
| Defensa        | José Quintero       | Liga Deportiva Universitaria |
| Defensa        | Ricardo Adé         | Liga Deportiva Universitaria |
| Defensa        | Luis Fernando León  | Emelec                       |
| Defensa        | Leonel Quiñónez     | Liga Deportiva Universitaria |
| Centrocampista | Ezequiel Piovi      | Liga Deportiva Universitaria |
| Centrocampista | Leonai Souza        | Barcelona                    |
| Centrocampista | Lucas Mancinelli    | Deportivo Cuenca             |
| Delantero      | Jhojan Julio        | Liga Deportiva Universitaria |
| Delantero      | Miguel Parrales     | Guayaquil City               |
| Delantero      | Kendry Páez         | Independiente del Valle      |